# Niclas Söderlund
Niclas Söderlund är en svensk publicist inom IT-området. Han är sedan oktober 2015 chefredaktör för Upphandling24. Han har varit chefredaktör eller affärsutvecklare för flera av IDG:s publikationer, inklusive Säkerhet & Sekretess, Nätverk & Kommunikation, TechWorld, TechWorld Open Source, Säkerhetscentret och Linux World. Han var därefter IT-chef för IDG från 2009 till 2015.